# Sylvia van Ommen
Sylvia van Ommen (Baarn, 16 december 1978) is een Nederlands illustrator van kinderboeken en cartoonist.

## Leven en werk
Van Ommen groeide op in Friesland. Ze volgde de opleiding illustratie aan de kunstacademie in Kampen.
Van Ommen maakte haar debuut in 2002 met het boek Drop, dat o.a. werd verkozen tot Best Verzorgde Kinderboek, door Kirkus Reviews werd geprezen en in meer dan tien landen werd gepubliceerd.
Ze tekent en schrijft over alles wat ze om zich heen ziet en hoort, waarbij dieren vaak de hoofdfiguren zijn. Het rare gewone in het leven van nu vormt de inspiratiebron voor de Os & Jo Show, een dagelijkse cartoon online.
Van Ommen woont en werkt in Frankrijk.